# Paul Dana
Paul Dana (15. april 1975 i St. Louis, Missouri – 26. marts 2006 i Miami, Florida) var en amerikansk sportsjournalist og racerkører i Indy Racing League for team Rahal-Letterman. Under træning til det første løb i 2006-sæsonen på Homestead-Miami Speedway ramte han i sin bil med ca. 280 km/t ind i bagenden af Ed Carpenters bil. Carpenter havde kort forinden selv haft et uheld, hvor han ramte muren, og hans beskadigede bil holdt derfor stille på ovalbanen. Dana blev i helikopter fløjet til Jackson Memorial Hospital, hvor han døde af sine kvæstelser.